# Henriqueta Doroteia de Hesse-Darmstadt
Henriqueta Doroteia de Hesse-Darmstadt (em alemão, Henriette Dorothea von Hessen-Darmstadt; Darmstadt, 14 de outubro de 1641 - Landau,  22 de dezembro de 1672) foi uma condessa de Waldeck-Pyrmont.

## Família
Henriqueta Doroteia era a décima-primeira filha do conde Jorge II de Hesse-Darmstadt e da princesa Sofia Leonor da Saxónia. Os seus avós paternos eram o conde Luís V de Hesse-Darmstadt e a marquesa Madalena de Brandemburgo. Os seus avós maternos eram o príncipe-eleitor João Jorge I da Saxónia e a duquesa Madalena Sibila da Prússia.

## Casamento
Henriqueta casou-se com o conde João II de Waldeck-Pyrmont no dia 10 de novembro de 1667. O casal não teve filhos. 